# 4 Regiment Pieszy Buławy Polnej Litewskiej

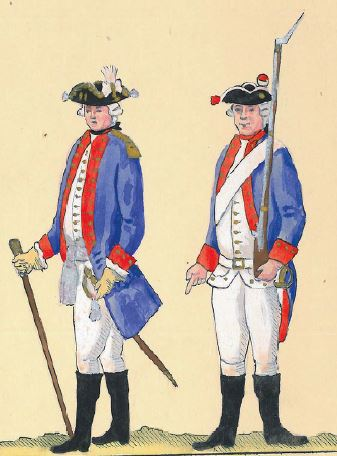
Żołnierze regimentu 2 Buławy Polnej Litewskiej w 1775

4 Regiment Pieszy Buławy Polnej Litewskiej – oddział piechoty armii Wielkiego Księstwa Litewskiego wojska I Rzeczypospolitej.

Inna nazwa: Regiment 2 Pieszy Buławy Polnej Litewskiej

## Formowanie i zmiany organizacyjne
Regiment, zgodnie z etatem sejmu niemego z 1717 roku, liczył 425 porcji i był drugim w hierarchii jednostek pieszych litewskich. W  1775 roku jego pozycję zajęli spieszeni dragoni buławy polnej. 
Utworzony w 1775 wskutek spieszenia Regimentu Konnego Buławy Polnej Litewskiej (?). W 1776 roku liczył etatowo 220 żołnierzy w tym 4 woźniców. Stan faktyczny według „raty marcowej” z 1777 roku wynosił 217 żołnierzy. Regiment składał się ze sztabu, kompanii pułkownika, kompanii podpułkownika, kompanii majora i kompanii wakującej.
Reformy sejmu czteroletniego przewidywały w 1789 przyrost liczebności wojsk do armii 100 tysięcznej. Etat regimentu przewidywał 2153 osoby. 
Nieco później zmniejszono jej etat do 65 tysięcy. Ten jak i wcześniejszy nowy etat nie został zrealizowany. Nie udało się też rozbudować jednostki do ośmiu kompanii. Powiększono jedynie już istniejące
We wrześniu 1792 roku etat regimentu przewidywał 1440 żołnierzy, podczas gdy rzeczywiście było ich 901. W Wyniku redukcji przeprowadzonej w 1793 roku etat wyniósł 808 żołnierzy. Faktycznie w regimencie służyło 720.
Przy zachowaniu etatu z 1776, nowy zaciąg dla jednostki przewidywał 320 ludzi, co razem miało stanowić 540 żołnierzy w służbie. Stan oddziału w 1792 roku, do czasu przejęcia wojska litewskiego przez konfederację targowicką, wynosił etatowo 1440 żołnierzy, a praktycznie 901. Można przyjąć, że w kwietniu 1794 roku stan regimentu wynosił etatowo 808 żołnierzy, a faktyczny 720.
Regiment posiadał dwa bataliony złożone z 4 kompanii. Jego stan liczebny na dzień 1 sierpnia 1793 wynosił 741 ludzi, a 16 kwietnia 1794 roku około 600.

## Barwa regimentu
- Po 1776: wyłogi pąsowe, guziki złote. Piechota litewska używała rajtroków chabrowych[11].
- Podczas insurekcji kościuszkowskiej: wyłogi turkusowe, guziki srebrne[11].

## Stanowiska
Regiment stacjonował w następujących miejscowościach:
- Brześć,
- Terespol (1783),
- Wilno (1787-1789),
- Borysów (1790),
- Mińsk (1791),
- Słuck (1792),
- Żyżmory (1794).

## Żołnierze regimentu
Regiment należał do Buławy Polnej Litewskiej i szefowali mu hetmani polni litewscy z wyjątkiem kilku miesięcy w 1792 roku. Wtedy szefem był Józef Judycki.
Regimentem dowodził zazwyczaj pułkownik. Stanowisko szefa regimentu, związane z wielkimi poborami, było najczęściej uważane za synekurę. Szefowie posiadali prawo fortragowania (przedstawiania do awansu) oficerów.
W 1777  w sztabie powinien znajdować się szef regimentu, regimentsfelczer pułkownik, podpułkownik, major, regimentskwatermistrz, audytor i adiutant. W kompaniach pownno być po trzech oficerów: kapitan z kompanią lub sztabowy, porucznik i chorąży. Wyjątek stanowiła kompania majora, w której nie było kapitana. W praktyce w tym ostatnim przypadku było także trzech oficerów. Razem poza szefem i regimentsfelczerem w regimencie powinno być 17 oficerów, a faktycznie było 16.
Po reformach sejmu wielkiego formalna liczba oficerów wzrosła do 21, w tym czterech podporuczników, co stanowiło trochę więcej niż połowę w porównaniu z ówczesnymi regimentami pieszymi wojsk Rzeczypospolitej.
Szefowie regimentu: 
- Józef Sosnowski (wojewoda połocki) (1776–1780),
- Ludwik Tyszkiewicz (1780-1793),
- Kossakowski (pisarz polny).
- Józef Judycki (1792)

Pułkownicy: 
- Adam Papłoński (3 września 1776 do 1790),
- Jan Jakub Meyen (30 listopada 1790).

## Walki regimentu
4 Regiment Pieszy uczestniczył w 1792 w VII wojnie polsko-rosyjskiej toczonej w obronie Konstytucji 3 Maja. Stan osobowy: 901 ludzi.
Bitwy i potyczki:
- bitwa pod Mirem (11 czerwca 1792)
- Wilno (22/23 kwietnia 1794),
- Praga (4 listopada).